# Philosophenmantel

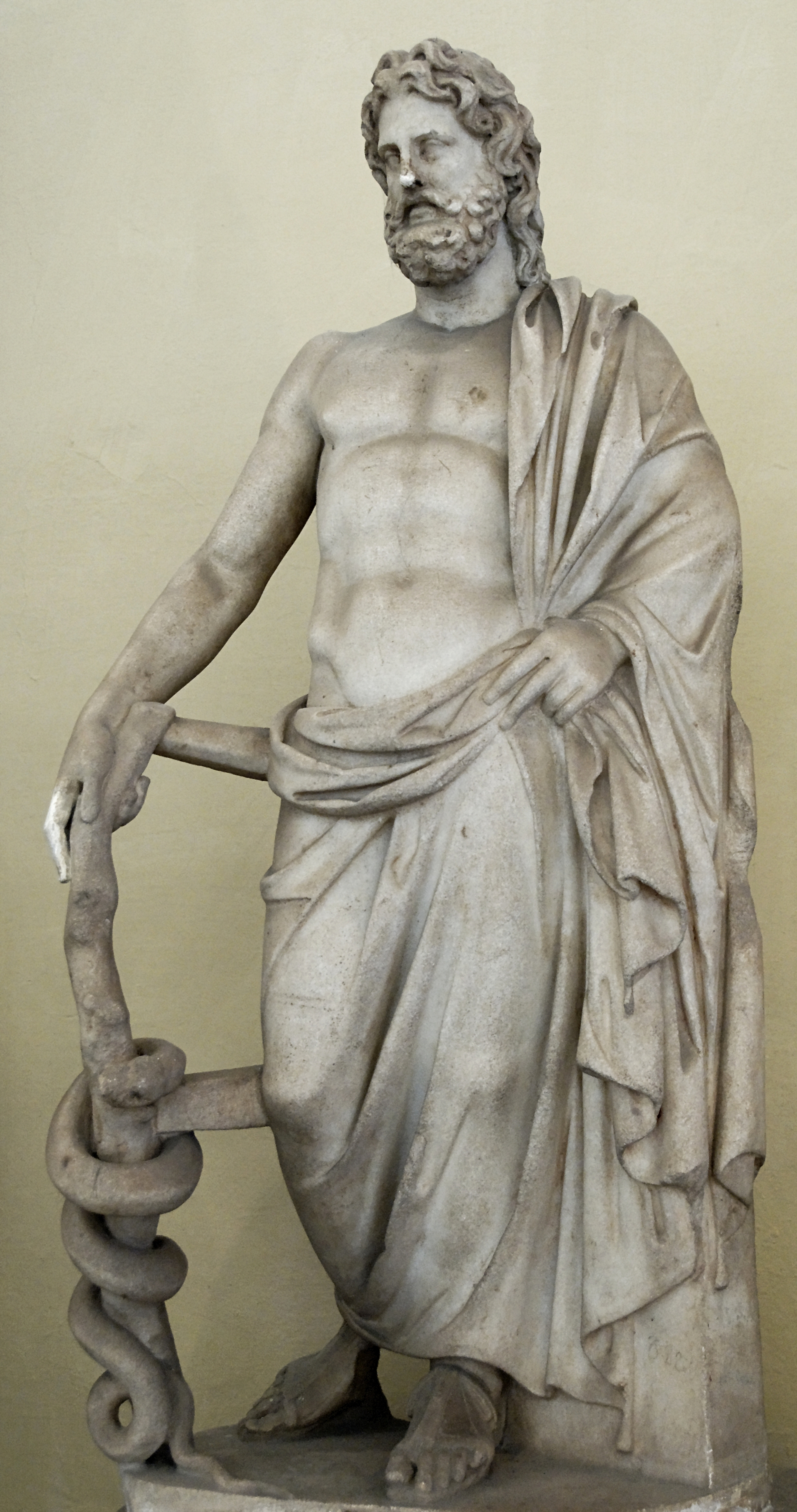
Statue des Äskulap mit Philosophenmantel, Stab und Natter

Philosophenmantel (lateinisch pallium philosophicum) oder Tribon (altgriechisch τρίβων tríbōn) hieß ein weites Oberkleid von einfacher, grober Machart in der Antike.
Ursprünglich wurde der Tribon von Kretern und Spartanern getragen. Im 5. Jahrhundert v. Chr. fand der ohne Unterkleid, den Chiton, getragene Wollmantel Eingang in die Kleidung der Athener. Dort war er das Kleidungsstück von Lakonizontes, Nachahmern spartanischer Sitten, sowie von einfachen Leuten und Bauern. Laut Platon und Xenophon trug Sokrates den Tribon. In der Folge wurde er Kennzeichen des Philosophen, im Speziellen der Vertreter der kynischen, aber auch der stoischen Philosophenschulen. Insbesondere von Lehrern der Rhetorik wurde er in der römischen Kaiserzeit während des Unterrichts ebenfalls getragen. Damaskios berichtet, dass auch Hypatia, eine  Mathematikerin, Astronomin und Philosophin des 5. Jahrhunderts, den Tribon getragen habe. Ob er sie dadurch als Kynikerin diskreditieren wollte oder eine reale Begebenheit überliefert, ist umstritten. Auch philosophische Laien, wie Kaiser Antoninus Pius, trugen den Tribon als Zeichen ihres philosophischen Strebens. In der Spätantike wurde der Tribon zu einem beliebten Kleidungsstück männlicher Christen.